# Colonia Benítez
Pour les articles homonymes, voir Benitez.
Colonia Benítez est une localité argentine située dans la province du Chaco et dans le département de Primero de Mayo.

## Toponymie
La localité doit son nom aux frères Manuel et Félix Benítez, qui furent les premiers propriétaires de ces terres et propriétaires de l'entreprise chargée de la colonisation du lieu.

## Histoire
La ville elle-même a commencé avec la concession de 30 000 hectares dans la région aux frères Félix et Manuel Benítez. En 1892, Manuel doit quitter le pays, il cède donc sa part à Felix, tandis que le gouvernement accorde la possession définitive et approuve l'arpentage de la terre, qui comprend également Margarita Belén. L'usine urbaine de la ville était constituée de plus de 24 000 hectares, avec 4 blocs pour la place principale, une centaine de blocs urbains et 100 lots de 100 hectares divisés en quatre sections. En 1888, la Colonizadora Popular, l'entreprise des frères Benítez qui se chargera de la localisation des agriculteurs, est constituée et durera jusqu'en 1894, date de sa liquidation. L'administrateur de la société était Juan Manuel Rossi, propriétaire d'une usine de pétrole à La Liguria, Resistencia. C'est Rossi qui a organisé l'arrivée d'un grand nombre d'immigrants français, ainsi qu'italiens, autrichiens et espagnols.
L'économie se développe rapidement, avec la sylviculture - Colonia Benítez compte deux usines pour l'industrialisation du quebracho - et l'agriculture, avec le coton comme culture phare, et une égreneuse de coton est mise en place pour le traiter. Il y avait également un engenho et l'élevage de bétail était important. Bien que la capitale provinciale, de par sa proximité, fournisse de nombreux services nécessaires, la colonie dispose rapidement d'une école, d'un poste de police, d'un lieu de culte et de commerces en général. Il n'a fallu que deux ans pour avoir un conseil municipal, une école primaire et un tribunal de paix, bien que le conseil ait été transformé en commission de développement en 1908. La même année, une importante école d'agriculture est fondée, qui durera jusqu'en 1914. Un événement d'une importance singulière a été la création en 1897 d'une coopérative commune entre des agriculteurs de Colonia Benítez et de Margarita Belén, qui est considérée comme la première coopérative agricole du monde.
À partir des années 1920, la ville a commencé à décliner avec la fermeture d'usines, d'industries et de magasins, en partie en raison de l'absence du chemin de fer comme moyen de transport pour la production locale. Ce déclin s'est ensuite traduit par un dépeuplement qui n'a été que légèrement inversé par l'expansion des logements pour les colons de Gran Resistencia qui a commencé dans les années 1990 et la migration rurale interne.